# Woodingdean Waterput
De Woodingdean Waterput is, met een diepte van 390 meter, de diepste met de hand gegraven waterput ter wereld. Het werd gegraven om een werkhuis van water te voorzien Het werk aan de put begon in 1858 en was vier jaar later, op 16 maart 1862, voltooid. Het bevindt zich net buiten het Nuffield Hospitaal in Woodingdean, nabij Brighton and Hove, Engeland, Verenigd Koninkrijk.